# 穆斯台绥木

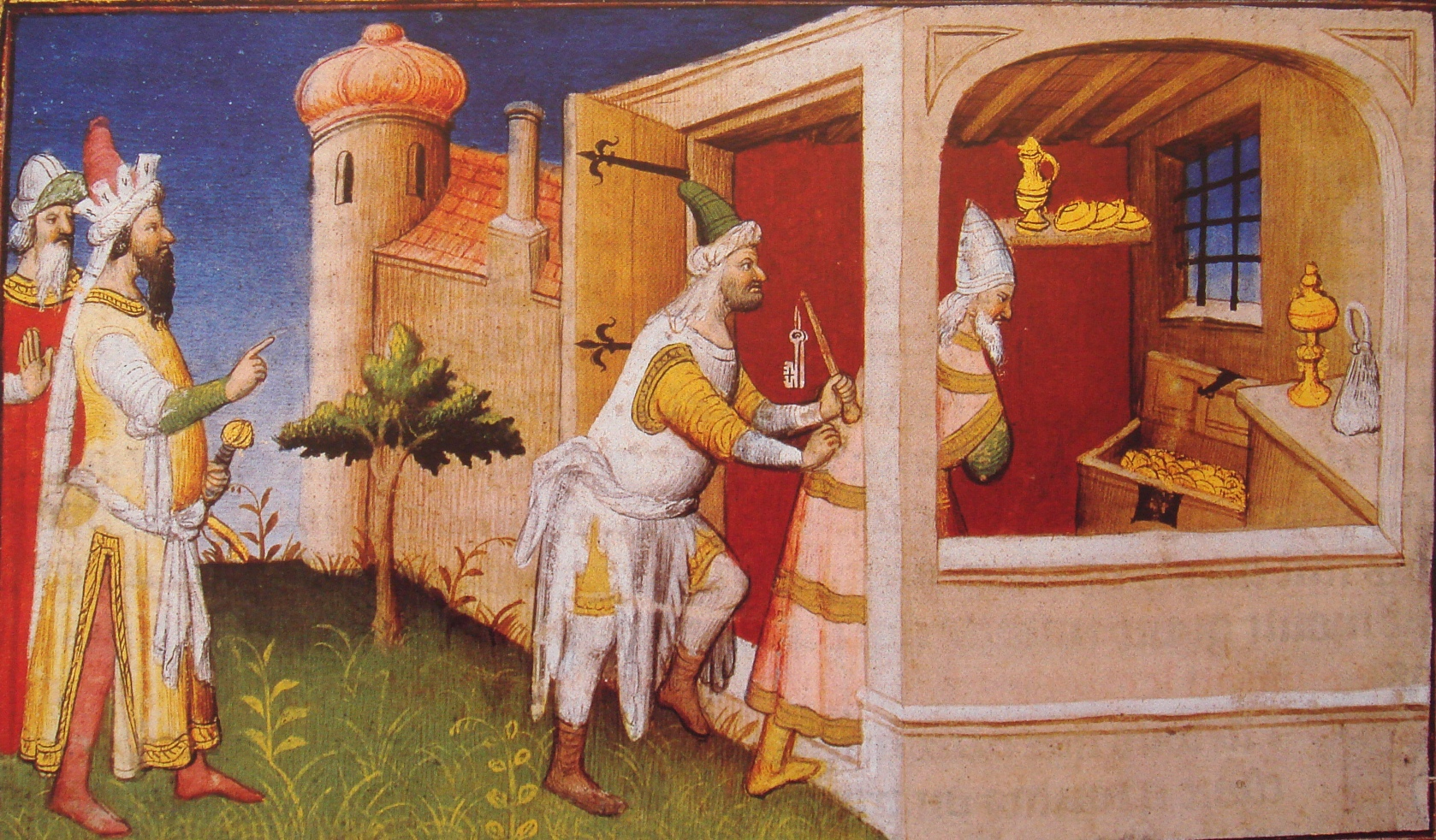
他的死亡方式有多種說法，一說是旭烈兀將哈里發穆斯塔欣和他的寶藏囚禁在一起，直至餓死

穆斯塔綏木（阿拉伯语：عبد الله المستعصم بالله，Al-Mustaʿṣim bi-llāh；1213年—1258年2月20日），阿拔斯王朝的第三十七代哈里發，穆斯坦綏爾一世之子，是最後一位在巴格達的哈里發，1242年到1258年在位。
1258年，阿拔斯王朝的領土，約略於今日的伊拉克和敘利亞大部地區，遭到成吉思汗的孫子旭烈兀率領的十五萬蒙古軍隊的進攻。首都巴格達被圍，無能的穆斯塔欣與周圍謀臣意見相左，他的總理大臣承諾說婦女們扔石塊就可以趕走蒙古人，但是其實什麼都没做，既没有調動軍隊抵禦不斷聚集的龐大蒙古軍隊，也没有試圖與旭烈兀進行談判，他對於蒙古大軍的要求基本上不予理會，僅以空洞的威嚇回應，如「阿拉將對攻擊哈里發者降下天譴」。 
2月10日，巴格達被蒙古軍所攻陷，不久穆斯塔欣被旭烈兀處死。根據信史的記載，蒙古人將穆斯塔欣裹在一張毛毯裡，用馬踐踏而死。阿拔斯王朝滅亡。他的一些兒子也慘遭屠戮，有一个倖存的兒子作為囚犯被送到蒙古，蒙古歷史學家記載說，蒙古人允許他結婚並生育子女，但在伊斯蘭世界中不再發揮任何作用。 
《馬可波羅遊記》對穆斯塔綏木的死亡方式有不同的記載。旭烈兀發覺了穆斯塔欣藏有大量的黃金、白銀與寶石，這些財物本來可用於犒賞軍人與購置武器，旭烈兀對他的愚昧與吝嗇極為不齒，將他和這批寶藏囚禁在一起，不提供食物和水，讓他知道「財寶不能喫」，最後使他飢渴而死。
蒙古入侵的影響
- 哈里發權威的終結（從正統伊斯蘭統治者變成名義象徵）。
- 伊斯蘭中世紀文化巔峰的終結（書院、翻譯運動、學術高峰衰落）。
- 伊斯蘭世界的地緣政治重心轉向埃及與安納托利亞。